# Топла морска струја
Топла морска струја је струја чија је температура воде на страни окренутој ка обали виша од исте на страни окренутој отвореном океану, на одређеној географској ширини. Овакве струје су најчешће оријентисане из нижих ширина према вишим, тј. из тропских и суптропских области ка умереним и хладним. Такође, у изворишним обастима је повећано испаравање и салинитет.
На географским картама се овакав тип струје означава црвеном стрелицом, оријентисаном у смеру њеног кретања.

## Морске струје
Ово је списак топлих морских струја распоређених према океанима у којима настају:
| Атлантски океан             | Тихи океан                    | Индијски океан                |
| Голфска струја              | Курошио струја                | Монсунска струја              |
| Северноатлантска струја     | Северноекваторијална струја   | Екваторијална повратна струја |
| Северноекваторијална струја | Јужноекваторијална струја     | Јужноекваторијална струја     |
| Јужноекваторијална струја   | Екваторијална повратна струја |                               |
| Бразилска струја            |                               |                               |
| Гујанска струја             |                               |                               |